# 阿爾哈維

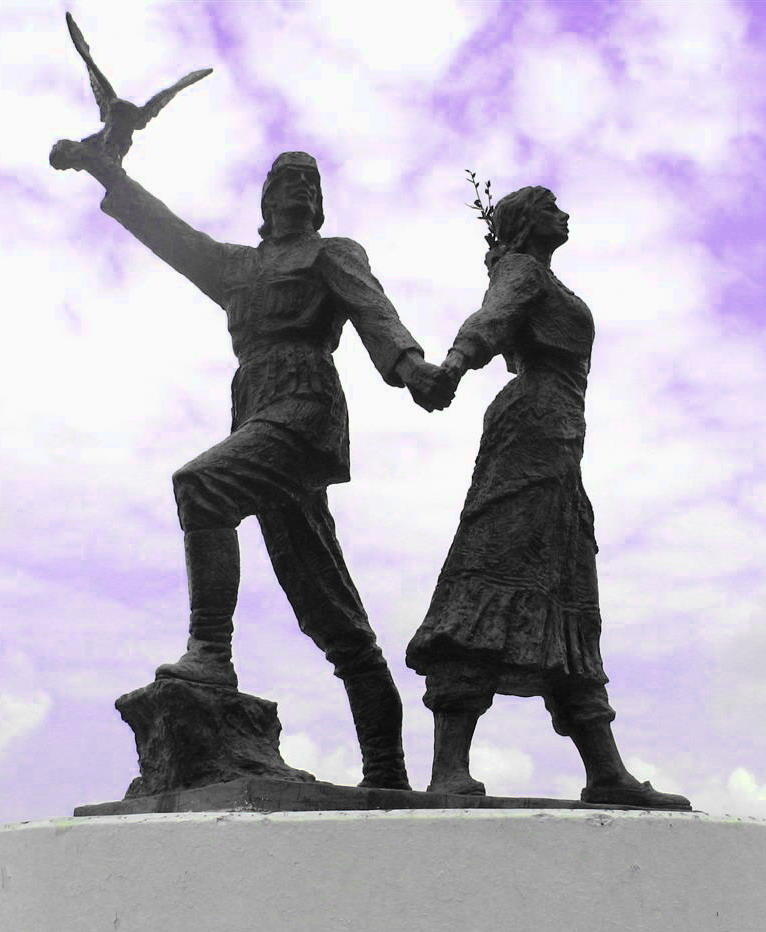

阿爾哈維是土耳其的城鎮，由阿爾特溫省負責管轄，位於該國東北部黑海沿岸，面積314平方公里，海拔高度19米，每年平均降雨量181毫米，2010年人口19,319。

## 外部連結
- local information （页面存档备份，存于） （土耳其文）

41°20′57″N 41°18′25″E / 41.3492°N 41.3069°E